# Клавдий Салмазий
Клавдий Салмазий, роден под името Клод дьо Сомез (Claude de Saumaise, 1588-1653 г.), е френски класически филолог и универсален учен.
Роден е в Семю-ен-Оксуа, Бургундия. Неговият баща, съветник в парламента на Дижон, го изпраща в Париж. През 1606 г., той отива в Хайделбергския университет, където се посвещава на класиката. Там той приема протестантството, религията, която е изповядвала неговата майка; а неговата първа публикация (1608 г.) е издание на творба на Нилий Кабасилас, архиепископ на Тесалоника, през 14 век, срещу превъзходството на папата (De primatu Papae), и на подобен трактат от монаха Варлаам Калабрийски (1348 г.). През 1609 г. той съставя издание на Флорий.
- Dissertatio de foenore trapezitico, 1640

1. ↑  51772 //   Посетен на 30 август 2023 г.